# Aponogeton madagascariensis
Aponogeton madagascariensis là một loài thực vật có hoa trong họ Aponogetonaceae. Loài này được (Mirb.) H.Bruggen mô tả khoa học đầu tiên năm 1968.